# Max Ryan
Max Ryan (ur. 2 stycznia 1967) – amerykański aktor, rzadziej producent filmowy brytyjsko-polsko-irlandzkiego pochodzenia.

## Życiorys
Posiada wykształcenie techniczne, pracował jako mechanik. By zdobyć doświadczenie aktorskie, w Londynie zapisał się na kursy w tej dziedzinie.
Karierę rozpoczął na początku XXI wieku od udziału w krótkometrażowej komedii Yoorinal (2000), grywał także w reklamówkach. Sławę zdobył już dzięki swojej trzeciej roli filmowej jako Lupo, drugoplanowy bohater filmu akcji Pocałunek smoka (Kiss of the Dragon, 2001) z Jetem Li i Bridget Fondą. Była to koprodukcja amerykańsko-francuska, od tej pory Ryan rozpoczął pracę w branży filmowej Stanów Zjednoczonych. W 2003 roku wystąpił przy boku Stevena Seagala w sensacyjnym thrillerze Cudzoziemiec (The Foreigner), do którego zdjęcia realizowano między innymi w Warszawie, a także w przygodowym filmie Liga niezwykłych dżentelmenów (The League of Extraordinary Gentlemen) adaptującym komiks pod tym samym tytułem. Na planie drugiego z tych filmów towarzyszył gwiazdom: Seanowi Connery, Pecie Wilson, Stuartowi Townsendowi i Jasonowi Flemyngowi. Następnie pojawił się w: realizowanym w Łodzi horrorze Thr3e (2006), który także wyprodukował wykonawczo (debiutując jednocześnie w roli producenta filmowego), kryminale The Box (2007), polskim filmie sensacyjnym Skorumpowani (2008), fantastycznonaukowym thrillerze akcji Death Race: Wyścig śmierci (Death Race, 2008) oraz komedii Seks w wielkim mieście 2 (Sex and the City 2, 2010). Max Ryan powszechnie uznawany jest za gwiazdora kina akcji.

## Filmografia

### Aktor
- 2020: Rouge jako Max Kovar

- 2019: Undateable John jako pan Tate
- 2019: Swipe Right, Run Left (TV) jako James Hart

- 2016: USS Indianapolis: Men of Courage jako porucznik Chuck Gwinn
- 2011: Double Fault jako Nick Halladay
- 2010: Love and Virtue jako Argalia
- 2010: The Rogue jako Bertrand
- 2010: Seks w wielkim mieście 2 (Sex and the City 2) jako Rikard
- 2009: Four Years Running jako James Radcliffe
- 2009: Dark Moon Rising jako Darkman/Bender
- 2009: Blackline: The Beirut Contract jako Miller
- 2009: Relentless jako Isaac Deal
- 2008: Skorumpowani jako Siergiej
- 2008: Death Race: Wyścig śmierci (Death Race) jako Pachenko
- 2007: The Box jako Ray Kamen
- 2006: Thr3e jako Milton
- 2005: Gilgamesh jako Gilgamesh
- 2004: Antidotum (Unstoppable)
- 2003: Liga niezwykłych dżentelmenów (The League of Extraordinary Gentlemen) jako Dante Inferno
- 2003: Cudzoziemiec (The Foreigner) jako Dunoir
- 2003: Craven Marsh jako Craven Marsh
- 2002: Largo (Largo Winch) jako Alan Powell (serial TV)
- 2001: Pocałunek smoka (Kiss of the Dragon) jako Lupo
- 2001: Attyla (Attila) jako rzymski oficer
- 2000: Yoorinal jako Zarozumiały

### Producent
- 2011: Double Fault
- 2009: Four Years Running
- 2009: Dark Moon Rising
- 2008: Skorumpowani
- 2007: Dom (House)
- 2006: Thr3e

Max Ryan najczęściej produkuje filmy wykonawczo lub jest ich koproducentem. W jego aktualnej filmografii jedynie projekt Double Fault jest w pełni produkowanym przez niego filmem.

## Nagrody i wyróżnienia
- 2003 – nagroda Queens Spirit w kategorii najlepszy występ w filmie krótkometrażowym (za Craven Marsh)
- 2007 – nagroda Queens Spirit w kategorii najlepszy scenariusz − film fabularny (za The Hunchback; współlaureat: Julio Ponce Palmieri)